# Хэси (Тяньцзинь)
Хэси́ (кит. упр. 河西, пиньинь Héxī, буквально: «к западу от реки Хайхэ») — район городского подчинения города центрального подчинения Тяньцзинь (КНР).

## История
Во времена феодального Китая именно здесь размещались руководящие учреждения провинции Чжили и города Тяньцзинь.
Район Хэси был образован в 1956 году.

## Административное деление
Район Хэси делится на 13 уличных комитетов.

## Язык
Местные жители говорят на тяньцзиньском диалекте.

## Достопримечательности
- Народный парк

## Образование
- Тяньцзиньский университет экономики и финансов
- Тяньцзиньский институт иностранных языков
- Тяньцзиньский научно-технический университет